# Wong Kam Po
Wong Kam Po (chiń. trad. 黃金寶; pinyin Huáng Jīnbǎo; ur. 13 marca 1973 w Sha Tin) – hongkoński kolarz torowy i szosowy, złoty medalista mistrzostw świata. Pięciokrotny olimpijczyk (1996-2012).
W 2007 roku zdobył złoty medal w scratchu na mistrzostwach świata w Palma de Mallorca. Ponadto w latach 1998, 2006 i 2010 roku zdobył złote medale w wyścigu szosowym na igrzyskach azjatyckich (w 2002 roku zdobył dwa brązowe medale). Jego najlepszym wynikiem olimpijskim było zajęcie jedenastego miejsca w wyścigu punktowym na igrzyskach w Sydney w 2000 roku.